# Hosszúlépés
Hosszúlépés (pol. „Długi krok”) – węgierski napój alkoholowy, rodzaj szprycera. Składa się z lokalnego wina rozcieńczonego wodą sodową w proporcji 1:2.